# Импхальский музей мира
Импхальский музей мира — музей Второй мировой войны у подножия Красных холмов (Майбам Лотпа Чинг) в Манипуре, Индия. Создан в память о битве при Импхале и других сражениях Второй мировой войны, которые происходили в Манипуре в марте-июле 1944 года. Поддерживается некоммерческим грантовым фондом Nippon Foundation, сотрудничающим с Фондом «Импхал» кампании Второй мировой войны, Форумом по туризму Манипура и правительством Манипура. В опросе, проведённом Британским национальным музеем армии, битва при Импхале и Кохиме была признана величайшей битвой Британии.
Импхальский музей мира стал победителем конкурса на лучший индийский дизайн в 2019 году. Одной из главных достопримечательностей музея является экспозиция японской каллиграфии слова «平和» («Хэйва») премьер-министра Японии Синдзо Абэ.

## История
Импхальский музей мира был основан в 2019 году в 75-ю годовщину битвы при Импхале. На открытии музея присутствовали бывшие противники, и британцы, и японцы: на открытии музея были Доминик Асквит, британский верховный комиссар в Индии, и Кэндзи Хирамацу, посол Японии в Индии.
Дизайн интерьера и выставок Импхальского музея мира — одно из лучших произведений дизайнера Суреша Хидрома, удостоенного международных наград (главный дизайнер Huidrom Design Studio). В 2019 году Импхальский музей мира получил награду за лучший индийский дизайн за креативность и инновационный дизайн интерьера. В 2021 году музей представлял Индию на церемонии вручения премии Muse Design Awards 2021 в Нью-Йорке. В ходе мероприятия музей завоевал Серебряную медаль в области дизайна интерьера. В том же году музей был представлен на премию Общества британского международного дизайна интерьера 2021 года в номинации «Лучший дизайн интерьера в общественном пространстве». Он также получил почётное упоминание на Singapore Interior Design Award 2021 и награду за самый креативный дизайн интерьера 2021 года по версии Global Architect and Builder Awards 2021.

## Выставки
Импхальский музей мира состоит из трёх секций.

### Первая секция
В первом разделе представлена хронология битвы при Импхале. Указаны имена погибших на войне и имена жителей Манипура, вступивших в Индийскую национальную армию. Среди экспонатов войны — артиллерийские снаряды, собранные местными жителями. Также показаны фотографии личных заметок и униформы японского солдата.

### Вторая секция
Во втором разделе показаны виды Манипура после Второй мировой войны. В секции подчёркивается влияние войны и показан процесс восстановления. Также экспонируются ранние телевизоры, фотографии и фотоаппараты.

### Третья секция
Третий раздел посвящен искусству и культуре Манипура. Они представлены в виде фотографий, аудиовизуальных материалов и неподвижных моделей.

## Награды
| Награды                                                           | Категория                                          | Результаты          |
| ----------------------------------------------------------------- | -------------------------------------------------- | ------------------- |
| Премия за лучший индийский дизайн 2019                            | Креативность и инновационный дизайн интерьера      | Победа              |
| Muse Design Awards 2021, Нью-Йорк                                 | Дизайн интерьера, павильоны и выставки             | Победа              |
| Премия Британского общества международного дизайна интерьера 2021 | Лучший дизайн интерьера общественного пространства | Номинация           |
| Премия Сингапура за дизайн интерьера 2021                         | Лучший выставочный дизайн — постоянный             | Почётное упоминание |
| Глобальная премия для архитекторов и строителей 2021              | Самый креативный дизайн интерьера года             | Победа              |